# Flugzeugträger und Geschwader der US Navy im Zweiten Golfkrieg
Insgesamt sechs Flugzeugträger der US Navy mit je einem Geschwader (CVW – carrier air wing) nahmen am Zweiten Golfkrieg teil.
Die Flugzeugträger mit ihren Geschwadern sind in der zeitlichen Reihenfolge ihrer Verlegungen aufgeführt. Die Tabelle enthält die einzelnen Staffeln der Geschwader mit dem jeweils eingesetzten Flugzeugtyp.
Die Abkürzungen in den Einheitsbezeichnungen der Flugzeugstaffeln bedeuten: VF = Jagdstaffel, VFA = Jagdbomberstaffel, VA = Bomberstaffel, VAW = Frühwarnflugzeugstaffel, VAQ = Staffel für die elektronische Kriegführung und Wild-Weasel-Einsätze, HS = Hubschrauberstaffel, VS = Seeaufklärung und U-Boot-Jagd, VRC = Transportflieger.

## USS Saratoga/CVW-17
Von der Saratoga (CV-60) aus flog CVW-17 im Zeitraum vom 7. August 1990 bis zum 28. März 1991 Einsätze gegen den Irak. Der Träger operierte dabei im Roten Meer.
| Einheit | Flugzeugtyp |
| ------- | ----------- |
| VF-74   | F-14A+      |
| VF-103  | F-14A+      |
| VFA-83  | F/A-18C     |
| VFA-81  | F/A-18C     |
| VA-35   | A-6E, KA-6D |
| VAW-125 | E-2C        |
| VAQ-132 | EA-6B       |
| HS-3    | SH-3H       |
| VS-30   | S-3B        |

Seitenruderzeichen: AA

## USS John F. Kennedy/CVW-3
Das Geschwader CVW-3 war vom 15. August 1990 bis 28. März 1991 von der John F. Kennedy aus im Einsatz gegen den Irak.
| Einheit | Flugzeugtyp |
| ------- | ----------- |
| VF-14   | F-14A       |
| VF-32   | F-14A       |
| VA-46   | A-7E        |
| VA-72   | A-7E        |
| VA-75   | A-6E, KA-6D |
| VAW-126 | E-2C        |
| HS-7    | SH-3H       |
| VAQ-130 | EA-6B       |
| VS-22   | S-3B        |

Seitenruderzeichen: AC

## USS Midway/CVW-5
Im Persischen Golf operierte vom 2. Oktober 1990 bis 17. April 1991 Midway (CV-41), an Bord die Flugzeuge des CVW-5.
Am 17. Januar 1991 wurde aus der Operation Desert Shield die Operation Desert Storm, als Flugzeuge des CVW-5 tief im Irak einen Nachtangriff flogen. In 43 Tagen flog alleine dieses Geschwader 3383 Einsätze ohne eigene Verluste.
| Einheit    | Flugzeugtyp |
| ---------- | ----------- |
| VFA-195    | F/A-18A     |
| VFA-151    | F/A-18A     |
| VFA-192    | F/A-18A     |
| VA-185     | A-6E, KA-6D |
| VA-115     | A-6E, KA-6D |
| VAW-115    | E-2C        |
| VAQ-136    | EA-6B       |
| HS-12      | SH-3H       |
| VRC-50 Det | C-2A        |

Seitenruderzeichen: NF

## USS Ranger/CVW-2
Ranger (CV-61) mit CVW-2 an Bord begann seine Beteiligung an Operation Desert Shield am 8. Dezember 1990 vom Indischen Ozean aus. Am 15. Januar 1991 verlegte Ranger in den Arabischen Golf, um ab dem 17. Januar als Teil der Operation Desert Storm Angriffe gegen irakische Truppen zu fliegen. Nach über 170 Einsätzen wurde der Einsatz am 8. Juni 1991 beendet.
| Einheit    | Flugzeugtyp |
| ---------- | ----------- |
| VF-1       | F-14A       |
| VF-2       | F-14A       |
| VA-155     | A-6E        |
| VA-145     | A-6E        |
| VAW-116    | E-2C        |
| VAQ-131    | EA-6B       |
| HS-14      | SH-3H       |
| VS-38      | S-3A        |
| VRC-30 Det | C-2A        |

Seitenruderzeichen: NE

## USS America/CVW-1
Die America mit ihrem Geschwader CVW-1 begann ihren Einsatz am 28. Dezember 1990. Die Trägerkampfgruppe um die America operierte dabei im Roten Meer und dem Persischen Golf. Nach der Beteiligung an Desert Shield und Desert Storm wurde ihr Einsatz am 18. April 1991 offiziell beendet.
| Einheit | Flugzeugtyp |
| ------- | ----------- |
| VF-102  | F-14A       |
| VF-33   | F-14A       |
| VFA-82  | F/A-18C     |
| VFA-86  | F/A-18C     |
| VA-85   | A-6E, KA-6D |
| VAW-123 | E-2C        |
| HS-11   | SH-3H       |
| VAQ-137 | EA-6B       |
| VS-32   | S-3B        |

Seitenruderzeichen: AB

## USS Theodor Roosevelt/CVW-8
Am 28. Dezember 1990 begann die Theodore Roosevelt als letzter der sechs im Golfkrieg eingesetzten Flugzeugträger seinen Einsatz am Golf. Der Einsatz von Roosevelt zusammen mit CVW-8 endete am 28. Juni 1991.
| Einheit | Flugzeugtyp |
| ------- | ----------- |
| VF-41   | F-14A       |
| VF-84   | F-14A       |
| VFA-15  | F/A-18A     |
| VFA-87  | F/A-18A     |
| VA-65   | A-6E        |
| VA-36   | A-6E        |
| VAW-124 | E-2C        |
| HS-9    | SH-3H       |
| VAQ-141 | EA-6B       |
| VS-24   | S-3B        |
| VRC-40  | Det C-2A    |

Seitenruderzeichen: AJ